# 俞家栋
俞家栋（1967年6月—），男，汉族，中共党员，中华人民共和国政治人物，中华人民共和国人力资源和社会保障部副部长。

## 生平
1992年7月毕业于安徽师范大学政教系思想政治教育专业。曾任人力资源社会保障部专业技术人员管理司司长，人力资源社会保障部办公厅主任等职。2021年12月升任人力资源社会保障部副部长。2022年9月，当选中共二十大代表。